# Zahaccie (rejon dzierżyński)
Zahaccie (biał. Загацце; ros. Загатье, Zagatje) – osiedle na Białorusi, w obwodzie mińskim, w rejonie dzierżyńskim, w sielsowiecie Niehorele.
W pobliży znajduje się Rezerwat Biologiczny „Sinickaja hrebla”.